# Store of Infinity
Store of Infinity este o colecție de povestiri științifico-fantastice de Robert Sheckley din 1960. A fost publicată de Bantam Books.
Conține povestirile:
1. "The Prize of Peril"
2. "The Humours" (prima dată publicată ca "Join Now" de Finn O'Donnevan)
3. "Triplication"
4. "The Minimum Man"
5. "If the Red Slayer"
6. "The Store of the Worlds" (cunoscută și ca  "World of Heart's Desire")
7. "The Gun Without a Bang"
8. "The Deaths of Ben Baxter"

## Legături externe
- en  Istoria publicării lucrării Store of Infinity la Internet Speculative Fiction Database